# Sainte Marie Madeleine en extase (Rubens)
Sainte Marie Madeleine en extase est une peinture  à l'huile sur toile réalisée vers 1619-1620 par Pierre Paul Rubens, et conservée depuis 1801 au palais des Beaux-Arts de Lille.

## Historique
Peint vers 1619-1620 pour l'église des Récollets de Gand, aujourd'hui disparue, le tableau est saisi par la commission révolutionnaire en 1794 et envoyé à Paris. En 1801, il est attribué au musée des beaux-arts de Lille, récemment créé.

## Description
La scène illustre un épisode de La Légende dorée de Jacques de Voragine, qui rapporte que, dans la dernière partie de sa vie, Marie Madeleine s'est retirée dans la montagne, dans une grotte préparée par des anges. Pendant trente ans, elle n'a ni bu, ni mangé, mais chaque jour les anges l'ont portée au ciel pour lui faite entendre les chants des chœurs célestes avant de la redescendre dans la grotte en extase. Comme souvent, Marie Madeleine est représentée à moitié dénudée, avec les cheveux longs et dénoués, pour signifier son repentir et sa pénitence. Ses attributs, le vase de nard avec lequel elle parfuma les pieds de Jésus et un crâne, objet de méditation, sont visibles à ses pieds.

## Analyse
Rubens est l'un des premiers à s'écarter de la représentation habituelle de cet épisode, traditionnellement figuré comme une sorte d'Ascension. Au lieu de cela, Marie Madeleine est à terre, soutenue par deux anges. Ce traitement s'inscrit bien dans l'esprit de la Contre-Réforme et donc des principaux commanditaires de peinture religieuse de Rubens, qui accordent une grande importance à la pénitence et au mysticisme. À cet égard, il est probable que Rubens se soit inspiré des écrits de Thérèse d'Avila, qui jouissait d'une grande renommée au début du XVIIe siècle. Elle y décrit notamment comment, dans une extase, les yeux ne peuvent plus voir, les membres deviennent mous et le corps devient froid et incolore.